# ستيتاس كو
ستيتاس كو (بالإنجليزية: Status Quo)‏ هي فرقة روك إنجليزية تشكلت في عام 1962. تم تأسيس الفرقة باسم "The Spectres" من قِبل المراهقين آنذاك فرانسيس روسي وآلان لانكاستر. وبعد عدة تغييرات حدثت للفرقة، وإدخال ريك بارفيت سنة 1964، أصبحت اسم الفرقة The Status Quo سنة 1967، وأخيراً باسم Status Quo سنة 1969.

## وصلات خارجية
- ستيتاس كو على موقع IMDb (الإنجليزية)
- ستيتاس كو على موقع ميوزك برينز (الإنجليزية)
- ستيتاس كو على موقع ميوزك برينز (الإنجليزية)
- ستيتاس كو على موقع أول ميوزيك (الإنجليزية)
- ستيتاس كو على موقع ديسكوغز (الإنجليزية)

- الموقع الرسمي